# كين غوش
كين غوش (بالهندية: केन घोष؛ بالإنجليزية: Ken Ghosh) هو كاتب سيناريو ومخرج هندي، ولد في 19 أغسطس 1966 في مومباي في الهند.

## وصلات خارجية
- كين غوش على موقع IMDb (الإنجليزية)
- كين غوش على موقع ألو سيني (الفرنسية)
- كين غوش على موقع أول موفي (الإنجليزية)
- كين غوش على موقع قاعدة بيانات الفيلم (الإنجليزية)
- كين غوش على موقع كينوبويسك (الروسية)